# Zisterzienserkloster Solius
Das Zisterzienserkloster Solius ist seit 1967 ein Kloster der Zisterzienser in Santa Cristina d’Aro, Baix Empordà, Provinz Girona, in Katalonien.

## Geschichte
Edmon María Garreta i Olivella, langjähriger Abt des Klosters Poblet, gründete am Ende seiner Amtszeit 1967 mit mehreren Mitbrüdern in Solius, Ortsteil von Santa Cristina d’Aro, im Bistum Girona das Kloster Santa Maria de Solius, das 1987 zum Priorat erhoben wurde und dessen fünfzigjähriges Jubiläum er noch erlebte. Um die bereits bestehende (und weithin sichtbare) Ortskirche Sankt Agnes aus dem 18. Jahrhundert (mit mittelalterlichem Kern) wurden durch den Architekten Joaquim Maggioni i Casadevall (1931–1995) Klostergebäude errichtet. Die (derzeit neun) Mönche sind auf Buchbinderei und Buchrestauration spezialisiert. Die Klosterbibliothek ist beachtlich. Besondere Attraktion des Klosters ist ein Krippenmuseum. 